# سلنا (فیلم)
سلنا (انگلیسی: Selena) فیلمی در ژانر زندگی‌نامه‌ای و موزیکال به کارگردانی گرگوری ناوا است که در سال ۱۹۹۷ منتشر شد.